# Hrabianiouski
Hrabianiouski (biał. Грабянёўскі; ros. Гребенёвский, Griebieniowskij) – osiedle na Białorusi, w obwodzie homelskim, w rejonie żytkowickim, w sielsowiecie Rudnia.

## Historia
Wieś powstała w czasach sowieckich. Od 1991 położona jest w niepodległej Białorusi. Do 27 listopada 2009 siedziba władz sielsowietu Rudnia.